# Négation du génocide arménien
Pour les articles homonymes, voir Négationnisme (homonymie).

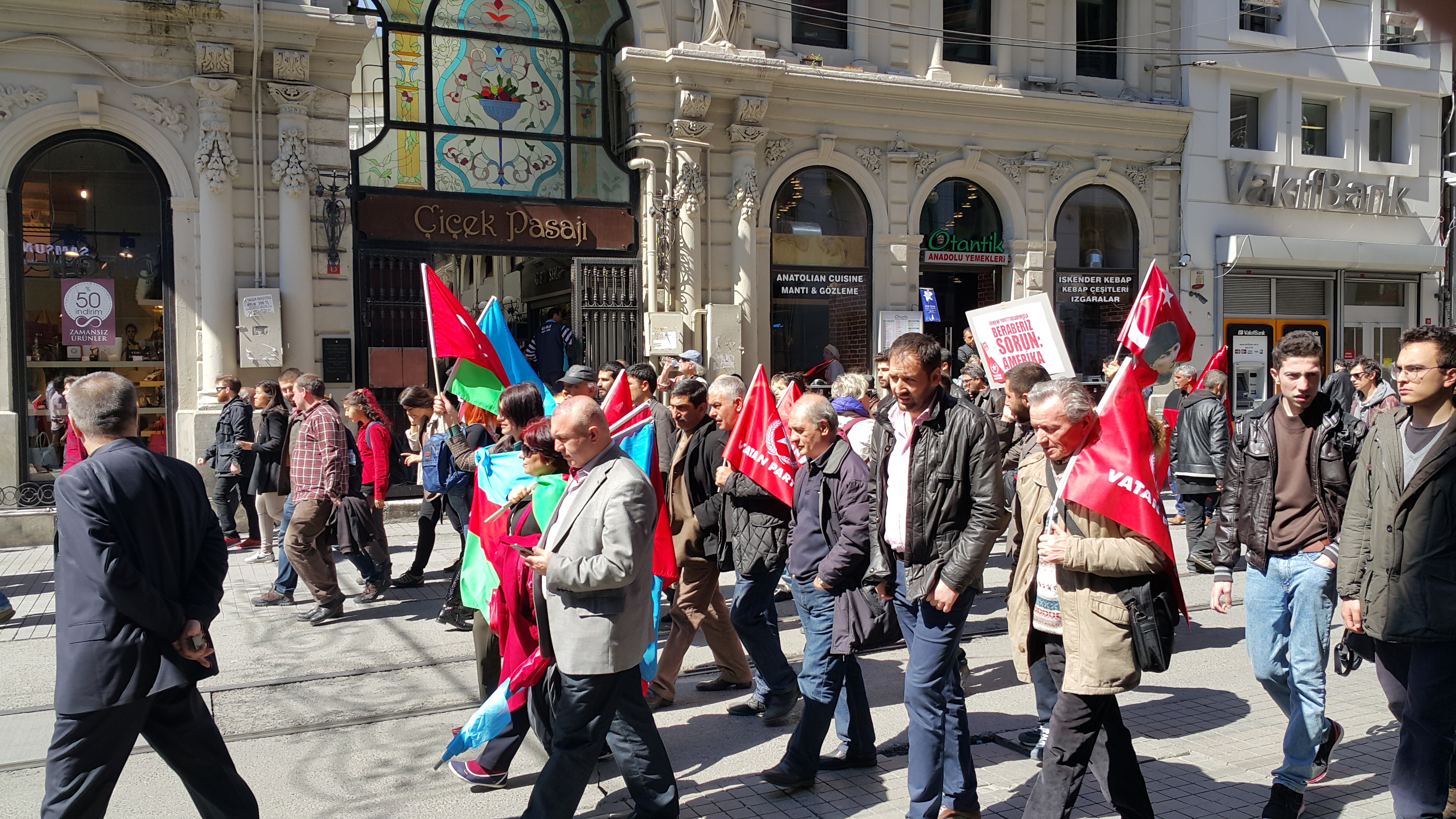
Manifestation contre les « allégations de génocide » dans l'avenue Istiklâl (Istanbul) à l'occasion de son centième anniversaire : avec les drapeaux azerbaïdjanais et la bannière : « L'Amérique est le problème ».

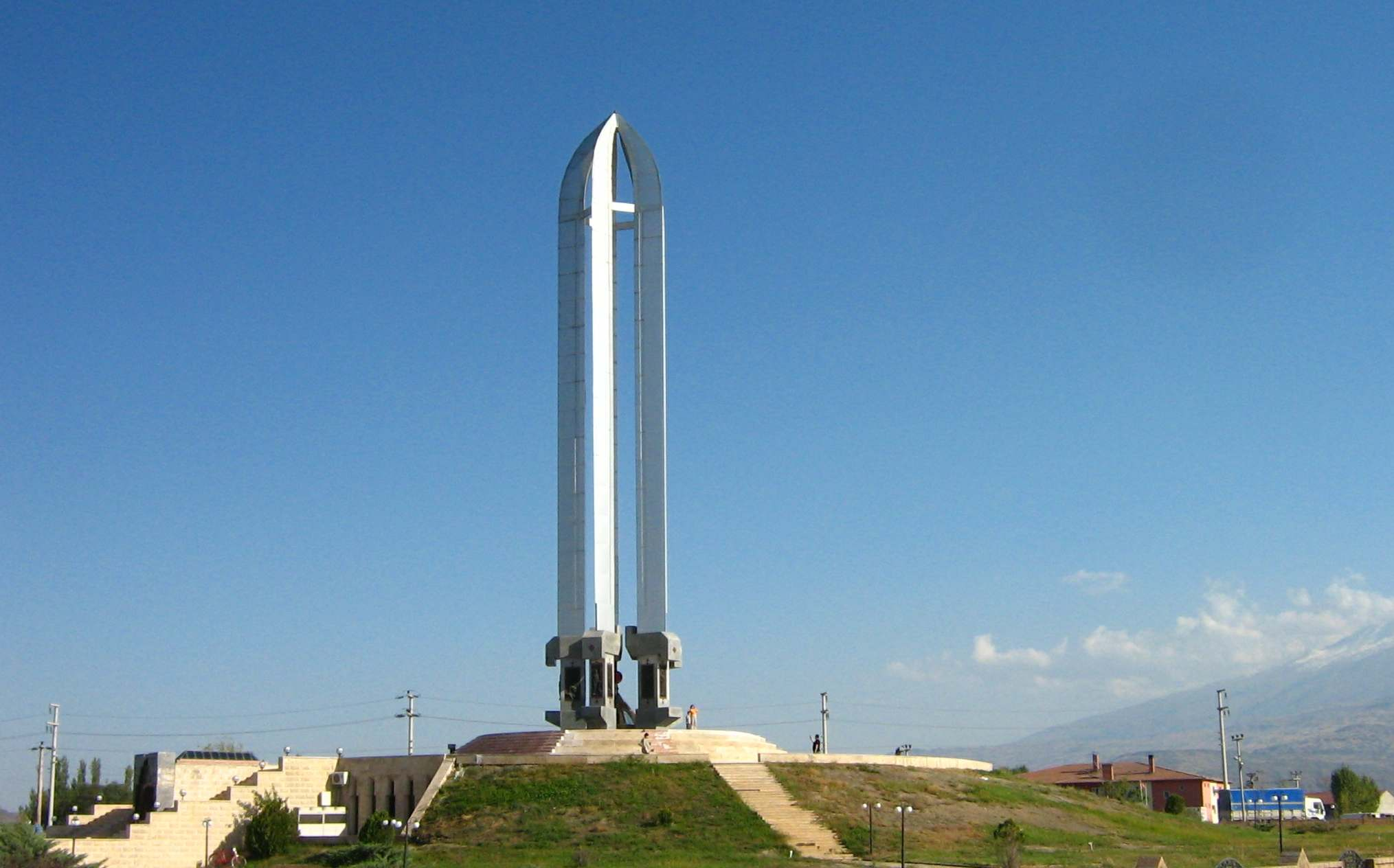
Mémorial et musée des martyrs turcs massacrés par les Arméniens Iğdır, Turquie

La négation du génocide arménien est la contestation ou la remise en cause de la réalité historique du génocide commis par l'Empire ottoman d'avril 1915 à juillet 1916 contre le peuple arménien ou de la nature génocidaire des massacres commis durant cette période.

## Contestation de la qualification de génocide

La reconnaissance du génocide arménien dans le monde

Un génocide est, par définition, la tentative d'extermination intentionnelle et organisée d'un peuple. C'est notamment sur cette notion d'organisation que certains historiens remettent en cause le caractère génocidaire des massacres perpétrés envers les Arméniens.
- Dans un article paru dans le quotidien français Le Monde le 16 novembre 1993, Bernard Lewis, orientaliste anglo-saxon, parle de la « version arménienne de cette histoire ». Il affirme qu'il n'y aurait aucune preuve sérieuse impliquant le gouvernement Jeunes-Turcs dans les massacres des Arméniens. Sa position consiste également à relever des différences entre le cas arménien et le cas des Juifs lors de la Shoah : par exemple, il affirme que les Arméniens n'ont pas fait l'objet d'une campagne de haine comparable aux campagnes antisémites, ni par son ancienneté (l'antagonisme turco-arménien remonte au milieu du XIXe siècle, l'antisémitisme à l'Antiquité), ni par sa virulence. Il argue que les Arméniens d'Anatolie occidentale n'ont pas fait l'objet de grandes déportations. Le 27 novembre de la même année, Le Monde publie une réponse commune d'universitaires affirmant qu'il s'agit bien d'un génocide, et parlant d'erreurs dans la démarche de[Qui ?], soulignant notamment que des déportations ont bien eu lieu en Anatolie occidentale[1]. Dans une lettre au Monde publiée dans l'édition datée du 1er janvier 1994, M. Lewis maintient et précise sa position. Bernard Lewis est condamné pour cet article écrit « sans objectivité… et en occultant des preuves », à une peine symbolique d'un franc de dommages et intérêts à verser au forum des associations arméniennes de France et à la ligue internationale contre le racisme et l'antisémitisme (LICRA). Le tribunal de grande instance de Paris, dans un jugement du 21 juin 1995 n'accuse M. Lewis ni d'avoir nié le génocide, ni d'avoir rédigé un article de propagande, mais d'avoir occulté des preuves à charge contre le gouvernement ottoman, et ainsi d'avoir « manqué à ses devoirs d'objectivité et de prudence, en s'exprimant sans nuance, sur un sujet aussi sensible »[2]. Cette décision de justice est critiquée par les historiens militants du collectif Liberté pour l'histoire, comme Madeleine Rebérioux et Pierre Nora, qui dénoncent une atteinte à la liberté d'expression et craignent une implication de plus en plus soutenue des corps législatif et judiciaire dans les travaux des historiens. À l'inverse, les historiens et personnalités du mouvement « Ne mélangeons pas tout » regroupant 31 personnalités dont Serge Klarsfeld, Claude Lanzmann, Yves Ternon, précisent que « le législateur ne s’est pas immiscé sur le territoire de l’historien. Il s’y est adossé pour limiter les dénis afférents à ces sujets historiques très spécifiques, qui comportent une dimension criminelle, et qui font en tant que tels l’objet de tentatives politiques de travestissements »[réf. nécessaire].

- Dans un dossier de la revue L'Histoire d'avril 1995 et consacrée au génocide des Arméniens, Gilles Veinstein, turcologue français, reprend une partie de la thèse de Bernard Lewis et axe son argumentation selon trois points : tout d'abord concernant le nombre de victimes arméniennes, il critique le nombre habituellement donné de 1,5 million de victimes, rappelant que certains chercheurs sont arrivés à d'autres résultats, et citant notamment Justin McCarthy. Son deuxième point consiste à rappeler que beaucoup de Turcs ont également été tués pendant cette période. Troisièmement, comme Bernard Lewis et dans une certaine mesure Erik-Jan Zürcher, il conteste l'implication du gouvernement Jeunes Turcs dans les massacres. C'est sur ce troisième point que se décide l'application ou non du terme « génocide ». M. Veinstein remet en cause les documents Andonian — il s'agit principalement de télégrammes prouvant, s'ils sont authentiques, la planification des massacres par différents organes centraux du pouvoir —, les procès d'Istanbul et les témoignages des diplomates occidentaux, y compris ceux alliés à l'Empire ottoman durant la guerre. Il affirme que plusieurs centaines (1 397 cas) de soldats et d'officiers coupables de massacres ont été traduits devant la justice militaire ottomane dès 1916, argument fondé sur un ouvrage de Kâmaran Gürün[3], mais contesté par Taner Akçam, qui s'appuie sur les archives ottomanes[4]. Vahakn Dadrian reconnaît quant à lui l'existence de certains procès dès 1916, mais il s'agit selon lui de procès institués par le général Vehib et non le pouvoir central, et mettant justement en cause le comité central Jeunes-Turcs[5], qui n’a toutefois pas pu empêcher la tenue de ces procès. Vahakn Dadrian puis Yves Ternon reviendront sur la polémique concernant les documents Andonian, concluant finalement à leur probable authenticité. Contrairement à Bernard Lewis, Gilles Veinstein a toutefois tenu des propos nuancés, et qualifie tout de même les massacres de « crimes contre l’humanité caractérisés ». Très critiqué à la suite de cet article, il reconnut par la suite qu'il n'était pas spécialiste de l'événement et que « l'article (incriminé) est tout à fait marginal alors [qu'il en a] commis deux mille dans [son] travail scientifique »[6].

- D'une manière plus générale, certains turcologues français considèrent que le terme génocide ne peut être employé avec certitude, soit qu'ils en contestent formellement la pertinence — Louis Bazin, Robert Mantran, Maxime Rodinson[7] —, soit qu'ils considèrent que le débat n'est pas tranché — Paul Dumont, François Georgeon[8] et Thierry Zarcone[9].

- Le professeur Guenter Lewy, de l'Université du Massachusetts, a publié un ouvrage en 2005[10] où il conteste les éléments à charge contre le gouvernement ottoman. Cet ouvrage a été présenté par deux articles, l'un dans The Middle East Quarterly (en)[11] et l'autre dans Commentary[12]. Plusieurs critiques ont été faites quant à ces articles, auxquelles M. Lewy a répondu[13],[14]. M. Dadrian a ensuite publié une nouvelle critique de l'article publié par Middle East Quarterly, parlant « d'erreurs soi-disant basées sur les faits, de mauvaises interprétations, accentuées par de grossiers mensonges », et a mis en doute l'honnêteté de l'argumentation de M. Lewy[15]. En revanche, le livre de Guenter Lewy a été salué par une critique positive de l'historien allemand Eberhard Jäckel, professeur honoraire à l'université de Stuttgart[16].

### Le débat entre Guenter Lewy et Vahakn Dadrian
Guenter Lewy tente de montrer que le terme génocide n'est pas approprié pour qualifier les massacres des Arméniens. Il estime que la thèse arménienne repose sur trois points principaux : les procès consécutifs à la défaite des Ottomans, le rôle de l'Organisation spéciale et les documents Andonian.
Concernant la série de procès, Lewy dénonce d'abord l'ensemble du système pénal ottoman, où le juge « agit plus comme un procureur que comme un juge impartial », et où la défense n'a pas accès aux dossiers de l'accusation. Dadrian fait remarquer que ce système n'est absolument pas anormal puisqu'il s'agit d'un système avec procédure inquisitoire comme c'est le cas dans certains pays comme en France, et contrairement aux systèmes accusatoires utilisés notamment dans les pays anglo-saxons.
Lewy affirme ensuite que la cour se serait appuyée uniquement sur des documents, n'entendant pas un seul témoin. L'affirmation est largement contredite par Dadrian, qui affirme que 12 témoins ont participé aux procès de Yozgat, 38 à ceux de Trébizonde et une douzaine à ceux de Harpout.
Puis, citant la déposition du général Vehib, Lewy regrette d'une part que celle-ci soit partielle et que son contexte soit perdu, et d'autre part qu'elle soit considérée par Dadrian comme une preuve. Cependant, Dadrian relève que le texte entier n'est pas perdu puisqu'il fut publié dans son intégralité par divers journaux d'époque, et d'autre part que cette déposition servit de fait de chef d'accusation lors des procès.
Pour terminer sur la question des procès, Lewy cite trois représentants occidentaux : Lewis Heck, S.A.G. Calthorpe et John de Robeck, lesquels critiquent sévèrement ces procès, les qualifiant de « farce » ou « d'échec ». Pour Dadrian, même si Heck a en effet critiqué les procès, il n'en était pas moins clair à propos des massacres en les nommant « Le grand crime » et en dénonçant la participation des autorités turques dans ce crime. Toujours selon Dadrian, Calthorpe et de Robeck ont critiqué ces procès non pas pour leur sévérité envers les responsables turcs mais au contraire parce que le tribunal militaire était selon eux inapte à juger ces crimes, au détriment des Arméniens.
Concernant ce que Lewy appelle le second pilier de l'accusation de génocide, il affirme qu'aucun élément ne prouve que l'Organisation spéciale fut mêlée aux massacres. L'Organisation spéciale a été considérée lors des procès comme étant l'acteur du génocide, et comme étant largement composée de prisonniers enrôlés dans ce but. Dadrian soutient cette version. Cependant selon Lewy, si l'Empire ottoman a relâché des prisonniers c'était uniquement pour augmenter ses ressources humaines durant la guerre. Il affirme qu'à l'exception du verdict du principal procès, rien n'indique que l'Organisation spéciale, à l'aide de ces prisonniers, tint le rôle principal dans les massacres. Dadrian contredit cette affirmation, notant que d'autres sources permettent de mettre en lumière l'utilisation de prisonniers par l'Organisation spéciale : en premier lieu, le colonel ottoman Behic Erkin a déclaré durant la guerre, devant le parlement ottoman, que « la majorité des prisonniers n'est pas envoyée directement sur le front mais à l'Organisation spéciale, pour rendre des services patriotiques. » Il note également le verdict du tribunal de Harpout qui accuse le Dr Chakir qui supervisa l'utilisation des prisonniers dans certaines parties de l'empire.
Ensuite, Lewy accuse Dadrian de manipuler ses sources, affirmant que rien n'indique que le colonel allemand Stange, contrairement aux affirmations de Dadrian, ait un lien avec l'Organisation spéciale. Il relève par ailleurs qu'un tel lien serait étonnant au regard des tensions entre les services secrets allemands et ottomans. Il note également que selon un officier allemand, le détachement de Stange inclut des Arméniens. Cependant pour Dadrian, les indications d'un lien entre le colonel Stange et l'Organisation spéciale existent bel et bien : à commencer par le Dr Ernst Kwiatkowski, consul austro-hongrois à Trébizonde, où l'Organisation spéciale tenait son centre de logistique. Selon Dadrian, dans l'un de ses rapports il révèle que des prisonniers étaient également enrôlés dans le détachement de Stange, lequel opérait dans l'est de la Turquie. De plus, dans les notes d'un officier turc ayant participé aux opérations militaires de Stange, est écrit que « Stange était chargé du régiment de l'Organisation spéciale nommé Teshkilati Mahsusa Alayi » lequel englobait les bandes de tueurs de deux chefs notables, Topal Osman et Deli Halit, lesquels ont joué un rôle important dans le génocide.
Lewy accuse encore Dadrian de « prendre des libertés » avec ses sources, cette fois concernant Eşref Kuşçubasi, l'un des chefs de l'Organisation spéciale. Alors que Dadrian affirme qu'il a admis avoir participé aux massacres, Lewy affirme qu'il l'a toujours nié. Pour Lewy, Dadrian est arrivé à cette conclusion via « des ellipses sélectives et des paraphrases imprécises ». Pour Dadrian, il aurait admis les faits à la suite de l'assassinat par un Arménien de l'ancien Grand Vizir Said Halim à Rome en 1921, en déclarant « L'assassinat de ce martyr tel un coupable est un crime et une injustice sans autre exemple. Je rejette catégoriquement cette accusation en tant que personne ayant accompli ses devoirs secrets durant les évènements [c'est-à-dire les déportations des Arméniens]… ». Il affirme également que ces opérations étaient tenues secrètes même des cabinets ministériels.
Dadrian ajoute que même les principaux chefs de l'Organisation spéciale ont reconnu être impliqués dans le massacre des Arméniens, après que certains documents dont des télégrammes chiffrés portant leur signature ont été dévoilés.
Pour son « troisième pilier » de l'accusation de génocide, Lewy soutient que les documents Andonian sont des faux, reprenant la thèse des auteurs turcs Şinasi Orel et Süreyya Yuca et ignorant totalement les travaux effectués ultérieurement sur ces documents, notamment par Dadrian en 1986.

### Discussion autour du terme «négationnisme»
La qualification de négationnisme pour désigner la démarche de ces historiens est sujet à débat parmi les autres historiens, contrairement au cas de l'État turc. Pour l'historien français Pierre Vidal-Naquet, grande figure de la lutte contre le négationnisme, « il est évident que dans le cas du massacre des Arméniens, l’État turc est négationniste ». Mais il considère de façon plus nuancée les propos de Gilles Veinstein qui n'auraient rien de négationnistes, et ne s'apparentent en rien au négationnisme de la Shoah incarné entre autres par Robert Faurisson. Gilles Veinstein a également reçu le soutien — pour la défense d'une liberté de parole de l'historien sans limite, mais pas pour sa position contestant le génocide des Arméniens — du collectif Liberté pour l'histoire, lancé par Pierre Nora, mais il fut majoritairement désavoué par ses collègues chercheurs de l'EHESS qui n'ont jamais soutenu ses analyses réfutant le génocide, critiquant son refus de l'emploi du terme de génocide. Pour Israel Charny, docteur en psychologie et président de l'Institut de recherche sur l'Holocauste et le génocide à Jérusalem, des historiens comme Veinstein, Lewis, ou Nolte participent à l'émergence d'une nouvelle forme de négationnisme sophistiqué,. L'expression a suscité cette réplique sarcastique de Pierre Chuvin : « Qu’est-ce que le négationnisme sophistiqué ? Celui qui consiste à ne pas nier les faits, à mentionner les « massacres qui constituent des crimes contre l’humanité caractérisés », à écrire que « dans certains cas au moins, les crimes étaient perpétrés avec la coopération ouverte ou tacite des autorités locales ». À être, en somme, un Faurisson qui ne contesterait pas l’existence des chambres à gaz ». Roger W. Smith, professeur américain spécialiste du négationnisme, soutient que les auteurs cités par Gilles Veinstein, comme Kâmuran Gürün, « ont fait carrière sur la négation du génocide arménien ». « Il omet la plupart des preuves » et relativise l'importance des centaines de témoignages existants.

## Statut pénal de la négation du génocide arménien
En 2015, 22 parlements nationaux avaient reconnu l'existence du génocide des Arméniens.

### En France

#### Initiative de 2006
Bien que la France ait reconnu le génocide des Arméniens, par la loi du 29 janvier 2001, la négation du génocide n'est pas punissable en tant que telle. L'Assemblée nationale avait adopté en première lecture le 12 octobre 2006 une proposition de loi permettant de réprimer la négation du génocide des Arméniens en se référant et en complétant le dispositif législatif préexistant. Cependant, cette loi fut bloquée en 2008 par le 2e gouvernement de François Fillon avant son passage au Sénat. Le 4 mai 2011, une exception d'irrecevabilité à la proposition de loi, est présentée au Sénat par Jean-Jacques Hyest et est adoptée, : cela implique que la proposition de loi ne sera pas, elle-même, soumise au vote au Sénat.
Cette proposition de loi a logiquement été bien accueillie en Arménie, et très critiquée en Turquie, notamment par certains « libres-penseurs » pro-arméniens comme Orhan Pamuk ou Hrant Dink. Ce dernier avait dénoncé l'atteinte à la liberté d'expression, c'est-à-dire le même genre de restriction contre lequel il luttait en Turquie.
Un débat s'est ouvert en France, qui oppose deux conceptions différentes de cette proposition de loi.
- Le collectif Liberté pour l'histoire milite contre cette proposition, ainsi que contre toutes les lois mémorielles. Il estime que ces lois sont une intrusion du législateur dans le travail des historiens et dénonce une restriction dans la liberté des historiens.

- En réaction, 31 personnalités ont signé une lettre ouverte « Ne mélangeons pas tout »[31] dans laquelle elles estiment que ces lois, loin de dicter des opinions, s'appuient au contraire sur les travaux des historiens pour nommer et combattre les délits. Les auteurs de la lettre affirment que « la loi du 29 janvier 2001 ne dit pas l’Histoire. Elle prend acte d’un fait établi par les historiens – le génocide des Arméniens – et s’oppose publiquement à un négationnisme d’État puissant, pervers et sophistiqué ».

- L'écrivain Jean-Michel Thibaux, en octobre 2006, afin de protester contre cette proposition de loi, demande la nationalité turque. Quelques mois plus tard, le gouvernement turc accède à sa demande en le faisant citoyen d'honneur sous le nom d'Atakan Turk.

#### Initiative de 2011
Le 22 décembre 2011, l'Assemblée nationale vote à une large majorité une nouvelle proposition de loi condamnant la négation des génocides reconnus par l'État français dont celui des Arméniens, provoquant ainsi le mécontentement de la Turquie qui dénonce « une trahison de l'Histoire » et rappelle son ambassadeur. La loi est adoptée à son tour par le Sénat le 23 janvier 2012, mais elle est néanmoins rejetée par le Conseil constitutionnel le 28 février 2012, car jugée contraire à la Constitution.
François Hollande a reçu cette même année le 12 novembre le président arménien Serge Sargsian et il aurait promis de la faire voter de nouveau même si pour l'instant ce vote n'est pas à l'ordre du jour.

#### Vote de 2016
Le 1er juillet 2016, l'Assemblée nationale adopte en première lecture un amendement au projet de loi égalité et citoyenneté sanctionnant d'un an d'emprisonnement et de 45 000 euros d'amende la négation ou la banalisation d'un crime contre l'humanité. Le texte paraît au Journal officiel le 28 janvier 2017, et ces dispositions sont intégrées à l'article 24 bis de la loi du 29 juillet 1881 sur la liberté de la presse. Néanmoins, le conseil constitutionnel censure partiellement l'amendement le 26 janvier 2017, si bien qu'il ne s'applique qu'aux crimes ayant donné lieu à une condamnation prononcée par une juridiction française ou internationale. Le génocide arménien n'ayant donné lieu qu'à des condamnations prononcées par des tribunaux turcs, il ne fait pas partie des crimes concernés par la loi.

### En Belgique

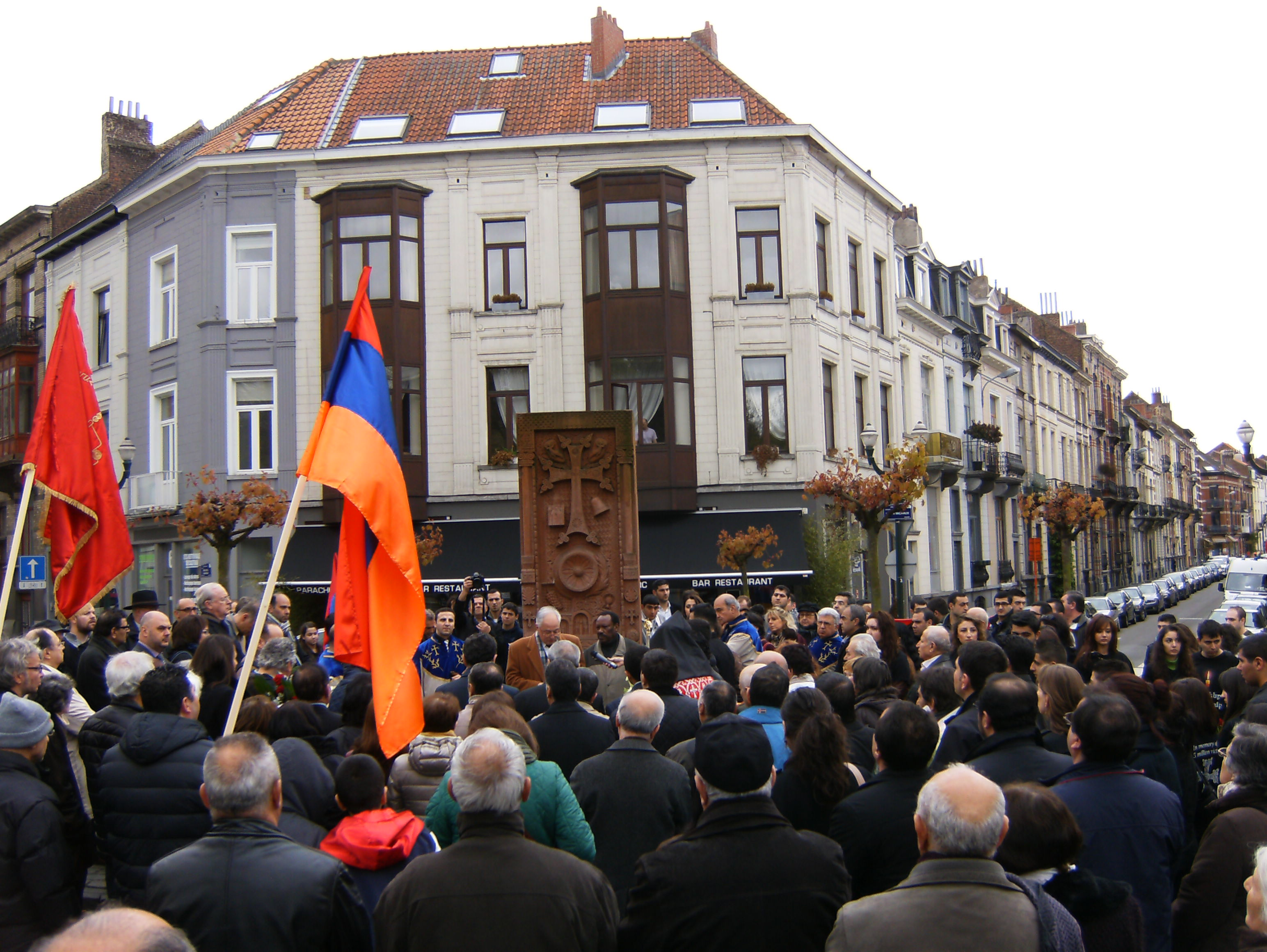
Commémoration devant le monument au génocide arménien, Bruxelles, le 24 avril 2012.

En mai 2005, deux amendements visant à étendre à d'autres génocides l'application de la loi belge sur le négationnisme ont été proposés par le Mouvement réformateur (MR) et le parti Ecolo. Le Sénat a rejeté en juin 2005 le texte, qui doit être réexaminé par une commission interministérielle du droit humanitaire,.

### En Suisse

#### Reconnaissance parlementaire
Le 16 décembre 2003, le Conseil national suisse (chambre basse du parlement) a reconnu l'existence du génocide des Arméniens par 107 voix contre 67 - et 11 abstentions - et demandé au Conseil fédéral (gouvernement) d'en prendre acte puis de transmettre la position du Conseil national par les voies diplomatiques usuelles. Une précédente demande, formulée en mars 2001 par le député Josef Zisyadis (Parti ouvrier et populaire), avait été rejetée par 73 parlementaires (contre 70), mais elle allait plus loin car elle demandait au Conseil fédéral de reconnaître à son tour le génocide,.

#### Procédures pénales
Sur le plan pénal, un politicien turc a été condamné par le tribunal de police de Lausanne pour discrimination raciale à cause des propos négationnistes qu'il a tenus sur le territoire suisse les 7 mai, 22 juillet et 18 septembre 2005, respectivement à Lausanne, Opfikon (ZH) et Köniz (BE). En effet, lors de sa venue en Suisse en 2005, le président du Parti des travailleurs turcs, Doğu Perinçek, était au courant de la loi antiraciste qui réprime les propos négationnistes, et en particulier l'article 261bis du code pénal suisse ; le juge a donc estimé que le fait de déclarer à plusieurs reprises que le génocide des Arméniens était « un mensonge international » était « un acte intentionnel ». Le juge a qualifié M. Perinçek de raciste et ne lui a trouvé aucune circonstance atténuante. Il a ajouté que le fait que le génocide ne soit pas reconnu comme tel par un tribunal international n'empêche pas d'affirmer que c'est une réalité indubitable. Le procès de M. Perinçek, dans lequel l'association Suisse-Arménie s'était portée partie civile, était la première fois où l'article 261bis était utilisé pour un autre génocide que la Shoah. Le jugement de Lausanne confirme donc l'analyse présentée au parlement deux ans auparavant, selon laquelle l'article 261bis pouvait sanctionner le négationnisme de plusieurs génocides. Puis, le 12 décembre 2007, le Tribunal fédéral, plus haute instance judiciaire du pays, a rejeté l'appel déposé par Doğu Perinçek.
Contrairement à ce qui a été avancé dans les médias, le Tribunal fédéral ne s'est pas posé la question de savoir si le génocide des Arméniens avait eu lieu ou non, mais si l'instance judiciaire inférieure pouvait retenir sans arbitraire qu'il existait un consensus dans le public et au sein de la communauté des historiens sur l'existence du génocide, ce à quoi il a répondu par l'affirmative.
Des considérants du Tribunal fédéral, on retiendra en particulier que l'existence de l'holocauste a un caractère notoire, incontestable et indiscutable, qui n'a plus à être prouvé dans un procès pénal, et que les tribunaux n'ont donc pas à recourir aux travaux d'historiens sur ce point. Le fondement ainsi déterminé de l'incrimination de la négation de l'holocauste dicte, en conséquence également, la méthode qui s'impose au juge lorsqu'il s'agit de la négation d'autres génocides. La première question qui se pose dès lors est de savoir s'il existe un consensus comparable en ce qui concerne les faits niés par le recourant. Revenant sur le jugement précédent de D. Perinçek par le tribunal de police, dont les juges ont souligné qu'il ne leur incombait pas de faire l'histoire mais de rechercher si ce génocide est « connu et reconnu », voire « avéré » dans le public et au sein de la communauté des historiens - un point sur lequel les juges ont acquis leur conviction. Cette constatation de fait étant établie par une juridiction inférieure, elle lie le Tribunal fédéral qui ajoute que la constatation manifestement inexacte des faits procède de l'arbitraire.
Revenant à l'holocauste, les juges fédéraux ont rappelé que la résolution des Nations unies 61/L.53 condamnant la négation de l'holocauste n'a réuni que 103 voix parmi les 192 États membres. Cependant, consensus ne signifie pas unanimité, et les intérêts politiques de certains États ne permettent pas de remettre en question l'existence d'un consensus sur ce point, notamment au sein de la communauté scientifique.
Concernant les déclarations de Doğu Perinçek, le Tribunal fédéral continue son analyse en relevant qu'indépendamment de toute considération sur le caractère génocidaire de l'évènement, le fait de tenter de justifier des massacres qui doivent au minimum être considérés comme des crimes contre l'humanité relève d'un acte raciste tombant sous le coup de la loi pénale : « On doit, au demeurant constater que le recourant ne conteste l'existence ni des massacres ni des déportations, que l'on ne peut qualifier, même en faisant preuve de réserve, que comme des crimes contre l'humanité (Niggli, Discrimination raciale, n. 976, p. 262). Or, la justification de tels crimes, fût-ce au nom du droit de la guerre ou de prétendues raisons sécuritaires, tombe déjà sous le coup de l'art. 261bis al. 4 CP, si bien que même considérée sous cet angle et indépendamment de la qualification de ces mêmes faits comme génocide, la condamnation du recourant en application de l'art. 261bis al. 4 CP n'apparaît pas arbitraire dans son résultat, pas plus qu'elle ne viole le droit fédéral ».
Le jugement rendu le 12 décembre 2007 par le Tribunal fédéral une première mondiale, en ce sens que le Tribunal fédéral considère que la négation du génocide des Arméniens constitue une menace pour l'identité du peuple arménien. Les juges poursuivent en affirmant que la condamnation de Doğu Perinçek tend ainsi à protéger la dignité humaine des membres de la communauté arménienne qui se reconnaissent dans la mémoire du génocide de 1915. Dans son considérant 6, le Tribunal fédéral souligne également que Doğu Perinçek a agi par provocation, en toute connaissance des sanctions pénales encourues en Suisse pour de tels propos, afin d'amener les autorités helvétiques à reconnaître ses thèses au détriment de la communauté arménienne, et que « la répression de la négation d'un génocide constitue enfin une mesure de prévention des génocides au sens de l'art. I de la Convention pour la prévention et la répression du crime de génocide conclue à New-York le 9 décembre 1948, approuvée par l'Assemblée fédérale le 9 mars 2000 ».
L'historien turc Yusuf Halaçoğlu, président de la Société turque d'histoire, a lui aussi fait l'objet d'une enquête pour « négation » du génocide des Arméniens pour des propos tenus au cours d'une conférence le 2 mai 2004, à l'invitation de la Fédération des associations turques de Suisse. Des informations complémentaires ont été demandées à Interpol concernant l'historien, mais aucun mandat d'arrêt international n'a ensuite été formulé.
L'adoption de la loi de 2003 et les procédures judiciaires à l'encontre de MM. Perinçek et Halaçoğlu n'ont pas manqué de provoquer les protestations vives de la Turquie. L'ambassadeur de Suisse à Ankara a notamment été convoqué au ministère turc des Affaires étrangères le 27 juillet 2005 : le ministère a informé le diplomate de « la mauvaise humeur des autorités et de l’opinion publique turques » et lui a demandé de suspendre les enquêtes - demande rejetée au nom de la séparation des pouvoirs.
Nonobstant la loi de 2003 et les procédures judiciaires condamnant le négationnisme du génocide des Arméniens, la Suisse soutient officiellement les efforts entrepris par la Turquie et l'Arménie pour mettre en place une commission d'historiens chargée de se pencher conjointement sur les événements de 1915. Les partisans de la position officielle turque perçoivent cette position comme une contradiction mais elle fait en réalité écho à la politique étrangère suisse qui privilégie la démonstration de la vérité par le dialogue plutôt que par la violence. Une telle approche ne peut en outre être interprétée comme la négation de l'existence d'un génocide.
Le 15 octobre 2015, la Grande Chambre de la Cour Européenne des Droits de l'Homme a donné tort à la Suisse dans cette affaire, condamnant le gouvernement suisse pour violation de la liberté d’expression de Doğu Perinçek. Cet arrêt met fin à toute possibilité de nouveau recours. Ci-après voici ce qu'en dit le collectif d'historiens « Liberté pour l'histoire » :

« À titre d’historiens et de citoyens, les membres de Liberté pour l’histoire rappellent qu’il leur paraît parfaitement légitime de qualifier les massacres commis par les Turcs contre les Arméniens de génocide. Ce contre quoi ils se sont toujours insurgés c’est la qualification juridique de génocide, avec toutes les conséquences pénales qu’elle entraîne.
Dans un État libre et démocratique, il n’appartient en effet à aucune autorité politique ou judiciaire de définir la vérité historique et de restreindre la liberté de recherche et d’expression sous la menace de sanctions pénales.
Cet arrêt d’une cour de justice internationale confirmant les conclusions du Conseil constitutionnel français de 2012 semble mettre un terme aux tentatives d’intervention de l’exécutif ou du législatif en matière de qualification du passé. C’est une victoire de la liberté à laquelle notre association peut se féliciter d’avoir largement contribué. »

## Position de l'État turc
Le ministère turc de la Culture expose sur son site internet la position officielle de la Turquie. Celle-ci consiste à refuser l'utilisation du terme « génocide » ou même « déportation ». Officiellement, les intellectuels arméniens arrêtés à Istanbul le 24 avril 1915 étaient suspectés de « terrorisme, violence et trahison ». Il s'agissait selon la Turquie de « leaders révolutionnaires » ; pourtant la position officielle turque omet d'indiquer que les Jeunes-Turcs eux-mêmes étaient des révolutionnaires, alliés pour un temps aux Arméniens. Elle omet aussi d'indiquer que les intellectuels arméniens ont été exécutés, se contentant de mentionner des arrestations.
Au sujet des déportations, la position officielle turque utilise les termes de « déplacement » et de « réinstallation ». Elle ne cite ni ne mentionne les rapports de diplomates montrant la violence des déportations. Elle considère que l'Empire ottoman a voulu protéger les populations (y compris arméniennes) en les déplaçant des lignes de front (alors que les déportations ont également eu lieu en Anatolie centrale et occidentale, loin des lignes de front). Il n'est pas non plus fait mention du tracé et de la destination des déportations, notamment par le désert syrien où les chances de survie d'une population déportée sont proches de zéro.
La Turquie maintient un chiffre de 275 000 victimes arméniennes extrêmement bas comparé aux estimations, généralement comprises entre 850 000 et 1 500 000 morts. Pour la Turquie, ce chiffre permet de noyer le nombre de victimes arméniennes parmi l'ensemble des victimes ottomanes durant la guerre dans le but de nier le génocide. La Turquie attribue ces victimes aux Arméniens eux-mêmes, parlant de « bandits et pillards arméniens », contrairement aux thèses développées par les historiens, y compris des historiens rejetant l'emploi du terme « génocide ».

### En Turquie
La reconnaissance du génocide est hors de question en Turquie. La nation turque a été imaginée par Mustafa Kemal Atatürk selon un modèle nationaliste fort, inspiré par l'idéologie de Ziya Gökalp proche du panturquisme : l'identité nationale est basée sur l'appartenance aux peuples turcs et leur glorification. Par la suite, ce sont les périodes de la révolution Jeunes-Turcs et du progressisme kémaliste qui furent glorifiées. Pendant la majorité du XXe siècle il fut tout simplement impossible d'évoquer le génocide des Arméniens, lequel signifierait que l'État turc se soit fondé sur des bases criminelles. Ces difficultés prévalent encore aujourd'hui en Turquie, bien que l'idée d'une discussion avec les Arméniens se développe. En outre, le crime de génocide étant imprescriptible, la reconnaissance du génocide poserait également des difficultés à la Turquie qui pourrait être amenée par les instances internationales à procéder à des réparations envers les Arméniens.
Pour l'élaboration de la position officielle turque, la Société turque d'Histoire a joué un rôle capital. Créée par Atatürk lui-même et totalement dépendante du pouvoir d'Ankara, elle a pour but de consolider l'identité turque par le biais de l'histoire, et est donc amenée à défendre les thèses officielles turques au prix de l'écriture d'une histoire « officielle », complaisante, n'hésitant pas par exemple à contester l'origine altaïque des peuples turcs et l'antériorité de la présence arménienne en Arménie occidentale ou Anatolie orientale. Les historiens membres de ce think tank, comme Kâmaran Gürün, Sinasi Orel et Süreyya Yuca, font donc l'objet de nombreuses critiques de la part d'historiens dits « occidentaux », spécialistes du génocide des Arméniens, tels que Yves Ternon ou Vahakn Dadrian. Certains ont cependant effectué des travaux intéressants, quoique orientés, concernant les documents Andonian, amenant ainsi Dadrian à réexaminer ces matériaux. Cependant, alors qu'Orel et Yuca y voient des faux, Dadrian conclut à leur « hautement probable » authenticité.
Dans les manuels scolaires turcs, le génocide des Arméniens et même, plus généralement, les évènements de 1915 étaient tout simplement niés par omission avant 2003. Fatma Müge Göçek, sociologue et historienne turque à l’université Ann Arbor du Michigan, dit à ce propos : « Bien que j'aie probablement reçu la meilleure éducation que la Turquie pouvait alors offrir, je n'ai strictement rien appris sur les évènements de 1915, ni même sur les raisons pour lesquelles d’autres évènements que ceux que le discours officiel mettait en lumière pouvaient avoir eu lieu ». Cependant, en 2003, une circulaire du ministère de l'Éducation nationale turc exige que les manuels dénoncent désormais les « prétentions infondées des Arméniens, des Grecs et des Assyriens ». De nombreux intellectuels turcs se sont mobilisés contre cette décision.
Le négationnisme d'État est aussi institutionnalisé : le nouveau code pénal turc, adopté le 27 septembre 2004 et entré en vigueur en juin 2005, comporte plusieurs articles très critiqués. L'article 301 punit d'une peine d'emprisonnement tout « dénigrement public » de l'identité turque, de l'État turc, de son gouvernement ou d'autres institutions étatiques. C'est au titre de cet article que plusieurs personnalités furent traduites en justice pour avoir évoqué le génocide des Arméniens, comme l'écrivain et prix Nobel Orhan Pamuk (affaire suivie de près par l'Union européenne, finalement classée le 23 janvier 2006, - il avait déclaré : « Un million d'Arméniens et 30 000 Kurdes ont été tués sur ces terres, mais personne d'autre que moi n'ose le dire ») ou le journaliste turc d'origine arménienne Hrant Dink, (il avait été reconnu coupable par la justice turque, et a fait appel devant la cour européenne des droits de l'homme avant d'être assassiné). Fin 2006, Reporters sans frontières dénombre 65 personnes poursuivies en vertu de cet article. Un autre texte de loi largement critiqué est l'article 305 : il rend passible de trois à dix ans de prison les écrits allant à l’encontre des « intérêts nationaux fondamentaux ». Dans sa version initiale votée en 2004, il était accompagné d'une notice évoquant deux exemples de situations allant à l'encontre de ces « intérêts nationaux fondamentaux » : premièrement un citoyen demandant le retrait des soldats turcs de Chypre, et deuxièmement un citoyen qui déclarerait que le génocide des Arméniens ait réellement eu lieu. Devant le tollé général, la Turquie a finalement retiré les mentions explicites de Chypre et du génocide pour l'article 305, mais en conservant le corps de l'article. De nombreuses ONG dont RSF dénoncent les atteintes à la liberté d'expression.
Les personnalités qui, en Turquie, tentent de défendre l'idée qu'un génocide des Arméniens a bien eu lieu voient en outre leur action rendue plus difficile par les différentes lois de reconnaissance de ce génocide, voire de pénalisation de sa négation, promulguées à travers le monde. C'est notamment l'avis d'Orhan Pamuk et c'était celui de Hrant Dink. Selon eux, ces lois tendent à accroître les tensions entre ces pays et la Turquie, ayant alors un effet contre-productif auprès des Turcs. De plus, pour l'opinion turque, ces lois remettent en cause la liberté d'expression dans leurs pays respectifs : précisément la liberté que les « libres-penseurs » souhaiteraient voir s’accroître en Turquie, d'où l'incompréhension de ces derniers.

### À l'étranger
À l'étranger, la diplomatie turque mène un important travail de lobbying pour s'opposer à la reconnaissance du génocide, qui peut certes être mis en comparaison avec le lobbying de la diaspora arménienne qui pousse divers États, notamment ceux abritant une forte communauté arménienne, à légiférer sur cet évènement historique. Les moyens déployés n'ont cependant rien de comparable, le gouvernement de Turquie déployant un budget et un réseau de pressions considérables, afin de parvenir à ses fins,.
Plusieurs conférences internationales ont été proposées sur le sujet du génocide, mais le climat tendu a toujours nui à leur bon déroulement, lorsqu'elles n'étaient pas simplement annulées. En 1982, la première conférence internationale sur l'Holocauste et le génocide - il s'agissait de la Shoah, mais les experts devaient également aborder le génocide arménien et tenter d'en dégager les similitudes et les différences - a été fortement dénoncée par la Turquie, qui fit pression, avec succès, sur plusieurs intervenants pour qu'ils renoncent à y participer. Israel Charny, à l'origine de la conférence, parvint finalement à la maintenir. En 2005, les relations entre la Turquie et l'Arménie semblaient commencer à s'apaiser : en avril, le Premier ministre turc Recep Tayyip Erdoğan proposa au président arménien Robert Kotcharian la tenue d'une commission d'historiens turco-arménienne pour débattre du sujet. Bien que critiquant cette proposition, estimant que la réalité du génocide était déjà établie par les historiens, M. Kotcharian émit une contre-proposition pour la mise en place d'une commission intergouvernementale, consécutive à la normalisation des relations diplomatiques entre les deux pays (ces relations restent bloquée, la Turquie soutenant l'Azerbaïdjan dans le conflit toujours ouvert du Haut-Karabagh). Cependant, les déclarations, dans le même temps, de M. Kotcharian appelant à une reconnaissance internationale du génocide ou de MM. Erdoğan et Abdullah Gül (ministre turc des affaires étrangères) réaffirmant l'inexistence du génocide et la fierté de la Turquie à l'égard de son histoire ont anéanti ces avancées.
Dans un jugement rendu en novembre 2005, le tribunal de première instance de Bruxelles a donné tort au plaignant, un politicien d'origine turque, qui s'estimait abusivement traité de négationniste vis-à-vis du génocide des Arméniens : « Le tribunal constate dès lors que la position de monsieur *** consistant à refuser de qualifier de génocide le massacre et la déportation des Arméniens par l'Empire ottoman en 1915-1916 avant qu'une commission d'historiens indépendants se soit prononcée sur la question, tend, en ignorant délibérément les nombreux travaux sérieux déjà accomplis, à reporter indéfiniment toute décision sur une telle qualification, ce qui revient dans les faits à la nier ».